# Vicente Solá

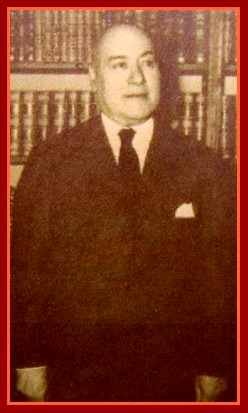
José Vicente Solá.

José Vicente Solá (1897 - 1961) fue un político conservador, historiador, filólogo, odontólogo y escritor de Salta (Argentina). Escribió en 1947 el "Diccionario Regionalista de Salta", el cual fue galardonado con el 1º premio de la Secretaría de Cultura de la Nación Argentina. Actualmente se encuentra en la 8º Edición.
Dijo el autor en la Introducción : 

Este diccionario es el fruto del entrañable cariño que siento por las cosas del terruño. Sus costumbres, la idiosincrasia de sus habitantes, su lenguaje pintoresco tan lleno de figuras, su rica paremiología, ya propia ya heredada de España y conservada como un tesoro valioso, hacen de Salta una provincia típicamente diferenciada del resto de sus hermanas. Pero ella no podrá escapar al movimiento renovador de costumbres que trae consigo la fácil comunicación que proporcionan los medios modernos. Esto hará que con el rodar del tiempo Salta pierda una de sus características más simpáticas, y que ciertos hábitos, como también giros y locuciones, desaparezcan del uso común. Pérdida semejante sería realmente lamentable por muchas razones, y por ello he creído oportuno reunir, en un catálogo, vocablos que son de uso familiar y corriente, tanto en la ciudad capital como en el vasto y dilatado territorio de la provincia.

Creó distintas instituciones de gran importancia, tales como la Asociación Odontológica de Salta, la Liga Salteña de Fútbol, el Club de Fútbol Central Norte y los Institutos de Enseñanza Técnica en el Colegio de la Congregación de los padres salesianos de la Obra de Don Bosco.

Fue su pasión la enseñanza de la lengua española. Al respecto publicó cuatro libros para dictar la materia Catellano, siendo los mismos aprobados por el Ministerio de Justicia e Instrucción Pública de la Nación, como texto para todos los institutos de enseñanzas del País. Escribió un trabajo muy original titulado “Curiosidades Gramaticales”. También investigó el idioma árabe, y luego publicó un nuevo libro titulado “Contribución del Árabe a la formación de la lengua española o castellana”.
Publicó en la Cartilla de la Real Academia Española; esta institución rectora, consideró la designación del doctor José Vicente Solá, como miembro correspondiente, cuando una lamentable enfermedad cerebrovascular, aceleró su muerte.
Él acuñó la célebre frase "SALTA LA LINDA" .
Existen en la ciudad de Salta, calles y barrios con su nombre, como así también se erigió un busto de tamaño natural de su persona en el Colegio Nacional de Salta.

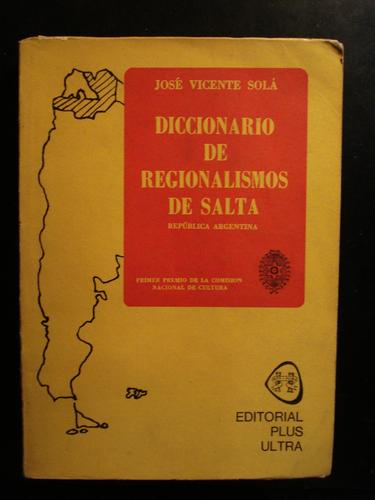
Diccionario de Regionalismos de Salta. José Vicente Solá.

## Política
José Vicente Solá, a poco de egresar como odontólogo a los 24 años de edad, se afilió al partido Demócrata Nacional. En tres períodos consecutivos ocupó un escaño en la Cámara de Diputados de la Provincia de Salta. En el segundo mandato se desempeñó como Presidente de la Cámara de Diputados.
Luego fue elegido por un período, senador por el distrito de la capital de Salta.
Fue autor de importantes leyes como la del Patronato del Menor, la creación de la escuela para ciegos, la ley de embanderamiento obligatorio en el frente de cada casa particular en los días patrios, varias leyes destinadas a estimular la educación pública, etc.
Adhirió a la candidatura presidencial del conservador Robustiano Patrón Costas, efectuándose la proclamación del mencionado candidato en su domicilio particular en calle Juan Martín Leguizamón 457. Pero Patrón Costas no pudo participar en las elecciones debido al golpe de Estado del 4 de junio de 1943.

## Fuente
- Solá, Jaime. José Vicente Solá : Un salteño esencial.(1998) (enlace roto disponible en Internet Archive; véase el historial, la primera versión y la última).
- Curiosidades Gramaticales (enlace roto disponible en Internet Archive; véase el historial, la primera versión y la última).
- Asociación Odontológica Salteña Fundada por José Vicente Solá

- Datos: Q6161345
- Multimedia: Vicente Solá / Q6161345